# 1876 w polityce
Wydarzenia polityczne w 1876 roku.

## Wydarzenia
- 30 czerwca – Serbia i Czarnogóra przy nieformalnym wsparciu Rosji, wypowiedziały wojnę Turcji, rozpoczynając tzw. serbską wojnę o niepodległość[1].

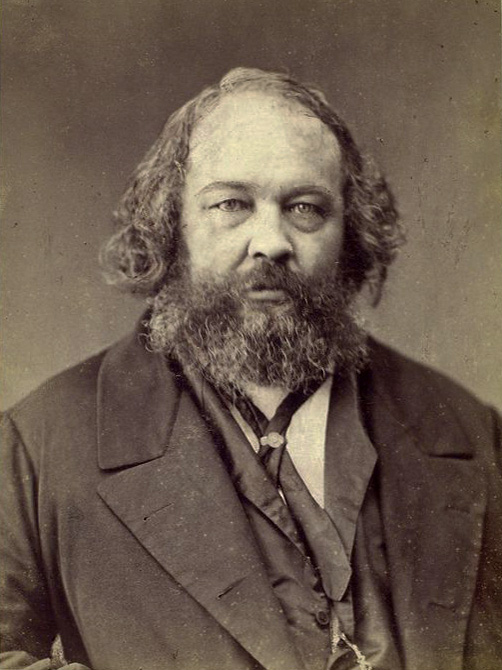
Michaił Bakunin

## Zmarli
- 1 lipca Michaił Bakunin, rosyjski myśliciel, anarchista[2].